# Herbert Constam
Herbert Constam (ur. 15 grudnia 1885 w Zurychu, zm. 11 czerwca 1973 tamże) – szwajcarski prawnik i generał pochodzenia żydowskiego.

## Życiorys
Absolwent studiów prawniczych w Zurychu i Getyndze, w 1910 uzyskał tytuł doktora praw. W l. 1912-1914 i 1919-1934 instruktor w Szkole Strzeleckiej w Walenstadt, a w l. 1914-1918 na poligonie w Aarau. Od 1925 podpułkownik w szwajcarskim Sztabie Generalnym i szef sztabu 4. Dywizji. W l. 1934-1937 komendant Szkoły Strzeleckiej w Walenstadt, w l. 1935-1937 dowódca 15. brygady górskiej, a w 1938 do 1943 6. Dywizji. Od 1943 do 1951 dowódca 3 Korpusu Górskiego (jednego z czterech). Od 1935 do 1955 wykładowca taktyki w wydziale wojskowym ETH. W czasie wojny domowej w Hiszpanii w 1937 obserwator przy wojskach Francisco Franco. W czasie II wojny światowej mianowany do stopnia generała-porucznika, był pierwszym oficerem żydowskiego pochodzenia awansowanym do stopnia generalskiego w armii szwajcarskiej. Jeden z autorów koncepcji obrony w Reducie Centralnej w przypadku agresji nazistowskich Niemiec na Szwajcarię oraz utrzymania przełączy św. Gotharda, Grimsel i Lötschberg. Jeden z najbliższych współpracowników gen. Guisana. Po 1945 członek Komisji Obrony Narodowej oraz Inspektor Armii.
Silnie przywiązany do zasad demokratycznych, budził szacunek żołnierzy i niechęć oficerów (karał ich dyscyplinarnie za złe traktowanie podwładnych), uchodząc przy tym za pedanta. Jego postępowanie w czasach wojny obrosło legendą i zostało następnie uwiecznione w cyklu powieści historycznych Familie Frey Sigmunda Widmera. W raportach wywiadu niemieckiego określany jako "bardzo zdolny, nie-Aryjczyk, wrogo nastawiony wobec Niemiec".